# Franapoggio

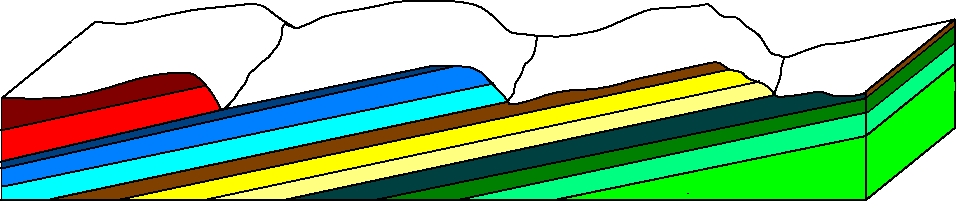
Sezione trasversale schematica di una cuesta, con franapoggi rivolti a sinistra: gli strati di roccia più duri sono indicati in colori più scuri rispetto a quelli morbidi

Il franapoggio è un versante costituito da rocce sedimentarie (ma anche magmatiche o metamorfiche, purché sia presente almeno una famiglia di discontinuità) nel quale le superfici di strato o le discontinuità abbiano immersione nello stesso verso dell'inclinazione del versante.
Si distinguono due tipi di giacitura a franapoggio:
- franapoggio meno inclinato del pendio: è il caso in cui l'angolo di inclinazione della discontinuità è minore di quello del pendio. L'andamento della superficie di discontinuità, quando mappata, segue, accentuandole le curve di livello [1].
- franapoggio più inclinato del pendio: è il caso in cui l'angolo di inclinazione della discontinuità è superiore a quello del pendio. L'andamento della superficie di discontinuità, quando mappata, è opposto a quello delle curve di livello.

Questo assetto strutturale fa sì che il versante si trovi potenzialmente in condizione di equilibrio precario, dovuto al fatto che le bancate di roccia (separate dalle superfici di stratificazione o di discontinuità) tendono a scivolare o franare verso valle e questo loro movimento è favorito dalla disposizione del versante. La stabilità del pendio può essere ulteriormente ridotta quando, fra uno strato e l’altro, esistono livelli lubrificanti (marne, argille, gessi ecc.).

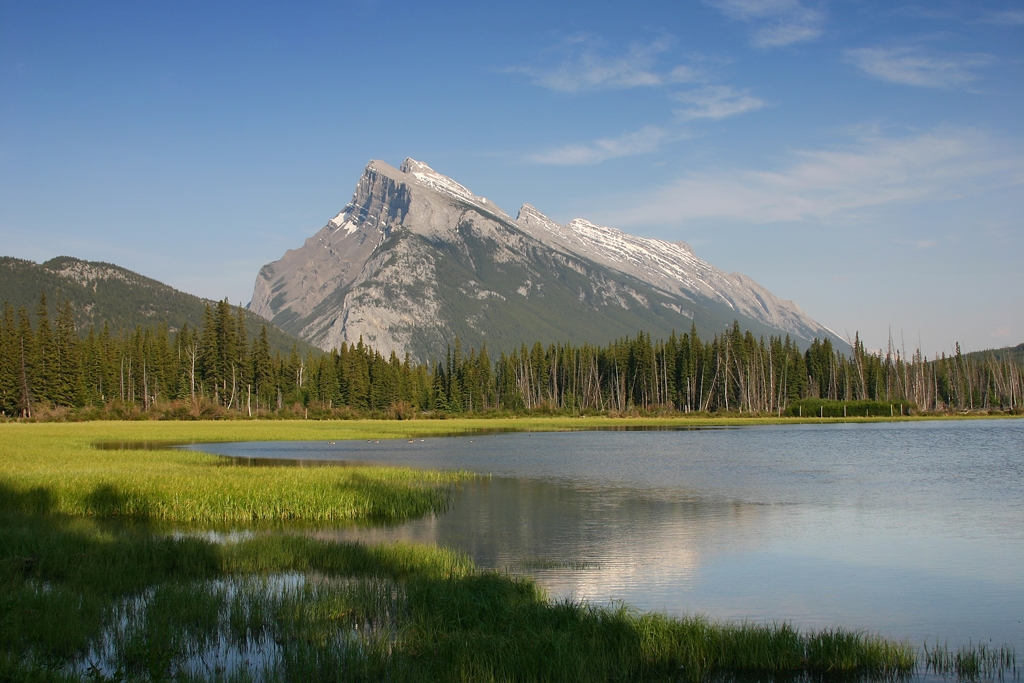
Il lato sud (a destra) del monte Rundle in Canada costituisce un ottimo esempio di franapoggio

L'assetto strutturale opposto a quello di franapoggio viene detto a reggipoggio.